# Площина

Дві площини, що перетинаються

Площина́ — одне з основних понять геометрії. У систематичному викладенні геометрії поняття площини зазвичай сприймають як первісне, яке лише опосередковано визначається аксіомами геометрії. Рівняння площини вперше трапляється в А. К. Клеро (1731), рівняння площини у відрізках, вочевидь, вперше трапяється в Ламе (1816—1818), нормальне рівняння увів (1861).

## Деякі характерні властивості площини
- Площина — поверхня, яка повністю містить кожну пряму, що сполучає її довільні точки;
- Площина — множина точок, рівновіддалених від двох заданих.

## Площини в тривимірному Евклідовому просторі

### Визначення на основі точок і прямих, що належать площині
В Евклідовому просторі будь-якої вимірності площина зазвичай визначається за допомогою:
- Трьох не-колінеарних точок (точки не розташовані на одній прямій).
- Прямою і точкою, що не належить цій прямій.
- Двома різними прямими, що перетинаються.
- Двома паралельними прямими.

### Властивості
Наступні твердження справедливі для тривимірного Евклідового простору, але не для більших розмірностей, хоча вони мають аналогії за вищих розмірностей:
- Дві різні площини є або паралельними, або перетинаються по прямій.
- Пряма може бути або паралельною до площини, або перетинає її в єдиній точці, або вона розташована на площині.
- Дві різні прямі, перпендикулярні до однієї площини, є паралельними одна до одної.
- Дві різні площини, перпендикулярні до одної прямої, є паралельними одна до одної.

## Рівняння площини
Площина — алгебрична поверхня першого порядку: в декартовій системі координат площина може бути задана рівнянням першого степеня.
- Загальне (повне) рівняння площини

{\displaystyle Ax+By+Cz+D=0\qquad (1)}
де {\displaystyle A,B,C} та {\displaystyle D} — сталі, при чому {\displaystyle A,B} і {\displaystyle C} не всі рівні нулю; у векторній формі:
{\displaystyle (\mathbf {r} ,\mathbf {N} )+D=0}
де {\displaystyle \mathbf {r} } — радіус-вектор точки {\displaystyle M(x,y,z)}, вектор {\displaystyle \mathbf {N} =(A,B,C)} перпендикулярний до площини (нормальний вектор). Напрямні косинуси вектора {\displaystyle \mathbf {N} }:
{\displaystyle \cos \alpha ={\frac {A}{\sqrt {A^{2}+B^{2}+C^{2}}}},}
{\displaystyle \cos \beta ={\frac {B}{\sqrt {A^{2}+B^{2}+C^{2}}}},}
{\displaystyle \cos \gamma ={\frac {C}{\sqrt {A^{2}+B^{2}+C^{2}}}}.}
Якщо один з коефіцієнтів в рівнянні площини дорівнює нулю, то рівняння називають неповним. За умови {\displaystyle D=0} площина проходить через початок координат, за {\displaystyle A=0} (або {\displaystyle B=0}, {\displaystyle C=0}) площина паралельна осі {\displaystyle Ox} (відповідно {\displaystyle Oy} чи {\displaystyle Oz}). За {\displaystyle A=B=0} ({\displaystyle A=C=0} чи {\displaystyle B=C=0}) площина паралельна площині {\displaystyle Oxy} (відповідно {\displaystyle Oxz} чи {\displaystyle Oyz}).
- Рівняння площини у відрізках:

{\displaystyle {\frac {x}{a}}+{\frac {y}{b}}+{\frac {z}{c}}=1,}
де {\displaystyle a=-D/A,b=-D/B,c=-D/C} — відрізки, які площина відсікає на осях {\displaystyle Ox,Oy} і {\displaystyle Oz}.
- Рівняння площини, що проходить через точку {\displaystyle M(x_{0},y_{0},z_{0})} перпендикулярно до вектора {\displaystyle \mathbf {N} (A,B,C)}:

{\displaystyle A(x-x_{0})+B(y-y_{0})+C(z-z_{0})=0;}
у векторній формі:
{\displaystyle ((\mathbf {r} -\mathbf {r_{0}} ),\mathbf {N} )=0.}
- Рівняння площини, що проходить через три задані точки {\displaystyle M(x_{i},y_{i},z_{i})}, які не лежать на одній прямій:

{\displaystyle ((\mathbf {r} -\mathbf {r_{1}} ),(\mathbf {r} -\mathbf {r_{2}} ),(\mathbf {r} -\mathbf {r_{3}} ))=0}
(мішаний добуток векторів), іншими словами
{\displaystyle \left|{\begin{matrix}x-x_{1}&y-y_{1}&z-z_{1}\\x_{2}-x_{1}&y_{2}-y_{1}&z_{2}-z_{1}\\x_{3}-x_{1}&y_{3}-y_{1}&z_{3}-z_{1}\\\end{matrix}}\right|=0.}
- Нормальне (нормоване) рівняння площини

{\displaystyle x\cos \alpha +y\cos \beta +z\cos \gamma -p=0\qquad (2)}
у векторній формі:
{\displaystyle (\mathbf {r} ,\mathbf {N^{0}} )=0,}
де {\displaystyle \mathbf {N^{0}} } — одиничний вектор, {\displaystyle p} — відстань від площини до початку координат. Рівняння(2) можна отримати з рівняння (1), помноживши його на нормуючий множник
{\displaystyle \mu =\pm {\frac {1}{\sqrt {A^{2}+B^{2}+C^{2}}}}}
(знаки {\displaystyle \mu } і {\displaystyle D} протилежні).

## Пов'язані поняття
- Відхилення точки {\displaystyle M_{1}(x_{1},y_{1},z_{1})} від площини

{\displaystyle \delta =x_{1}\cos \alpha +y_{1}\cos \beta +z_{1}\cos \gamma -p;}
{\displaystyle \delta >0}, якщо {\displaystyle M_{i}} і початок координат лежать по різні сторони площини, в протилежному випадку {\displaystyle \delta <0}. Відстань від точки до площини дорівнює {\displaystyle |\delta |.}
- Кут між площинами. Якщо рівняння площини задані у вигляді (1), то

{\displaystyle \cos \varphi ={\frac {A_{1}A_{2}+B_{1}B_{2}+C_{1}C_{2}}{\sqrt {(A_{1}^{2}+B_{1}^{2}+C_{1}^{2})(A_{2}^{2}+B_{2}^{2}+C_{2}^{2})}}};}
Якщо у векторній формі, то
{\displaystyle \cos \varphi ={\frac {(\mathbf {N_{1}} ,\mathbf {N_{2}} )}{|\mathbf {N_{1}} ||\mathbf {N_{2}} |}}.}
- Площини паралельні, якщо

{\displaystyle {\frac {A_{1}}{A_{2}}}={\frac {B_{1}}{B_{2}}}={\frac {C_{1}}{C_{2}}}} чи {\displaystyle [\mathbf {N_{1}} ,\mathbf {N_{2}} ]=1.}
- Площини перпендикулярні, якщо

{\displaystyle A_{1}A_{2}+B_{1}B_{2}+C_{1}C_{2}=0} чи {\displaystyle (\mathbf {N_{1}} ,\mathbf {N_{2}} )=0}.
- Пучок площин — рівняння довільної площини, що проходить через лінію перетину двох площин

{\displaystyle \alpha (A_{1}x+B_{1}y+C_{1}z)+\beta (A_{2}x+B_{2}y+C_{2}z)=0,}
де {\displaystyle \alpha } і {\displaystyle \beta } — довільні числа, які не одночасно дорівнюють нулю.